# Gebre Neguse
Gebre Neguse (ur. 1955) – etiopski piłkarz grający na pozycji defensywnego pomocnika. W swojej karierze grał w reprezentacji Etiopii.

## Kariera klubowa
Swoją karierę piłkarska Neguse rozpoczął w klubie Berari Kokeb, w którym grał w latach 1971-1974. W 1974 roku przeszedł do klubu Omedla Addis Abeba, w którym grał do 1990 roku, czyli do końca swojej kariery. W sezonie 1977/1978 zdobył z nim Puchar Etiopii, a w sezonie 1978/1979 wywalczył mistrzostwo Etiopii.

## Kariera reprezentacyjna
W 1976 roku Neguse został powołany do reprezentacji Etiopii na Puchar Narodów Afryki 1976. Wystąpił na nim w dwóch meczach grupowych: z Ugandą (2:0) i z Egiptem (1:1).
W 1982 roku Neguse powołano do kadry na Puchar Narodów Afryki 1982. Zagrał na nim w trzech meczach grupowych: z Nigerią (0:3), z Zambią (0:1) i z Algierią (0:0).